# ويليام إتش بيترسون
ويليام إتش بيترسون (بالإنجليزية: William H. Peterson)‏ هو اقتصادي أمريكي، ولد في 26 فبراير 1921، وتوفي في يونيو 2012.